# Boscarla bruna
La boscarla bruna (Acrocephalus rufescens) és una espècie d'ocell de la família dels acrocefàlids (Acrocephalidae) que habita canyars i pantans de l'Àfrica subsahariana.